# Younghoon
Kim Young-hoon，本名為金永勳（韓語：김영훈，1997年9月10日—），韩国男歌手，是VT娱乐旗下的韩国歌手。2022年2月26日以Black Level出道，在团内担任主唱。在出道前曾是男子团体Seven O'Clock的成员。

## 演艺生涯

### 2017-2021年：Seven O'Clock
2017年3月16日，Younghoon以艺名2Soul以首张迷你专辑《Butterfly Effect》作为Seven O'Clock的成员出道。
2019年10月4日，Younghoon宣布因健康问题暂停活动。然而在8日，宣布2Soul将回归，因为他在治疗健康问题后已经康复。
2021年3月2日，Forest Network娱乐宣布该Seven O'Clock已解散，但正在讨论成员未来的个人活动。

### 2021-2022年：Black Level
2021年9月19日，Younghoon成为VT娱乐旗下即将出道的男子团体Black Level的成员。
2022年2月26日，以迷你专辑《New-Start》出道。
2022年11月29日，VT娱乐宣布Younghoon决定退团。

## 音乐作品

### Black level時期
- 迷你專輯：《New-Start》（2022）

## 外部連結
- Black level的X（前Twitter）
- Black level的Instagram帳戶
- YouTube上的Black level頻道